# (15036) Giovannianselmi
(15036) Giovannianselmi est un astéroïde de la ceinture principale.

## Description
(15036) Giovannianselmi est un astéroïde de la ceinture principale. Il fut découvert le 18 novembre 1998 à Dossobuono par l'observatoire Madonna di Dossobuono. Il présente une orbite caractérisée par un demi-grand axe de 2,46 UA, une excentricité de 0,09 et une inclinaison de 5,8° par rapport à l'écliptique.

## Compléments